# Latkes

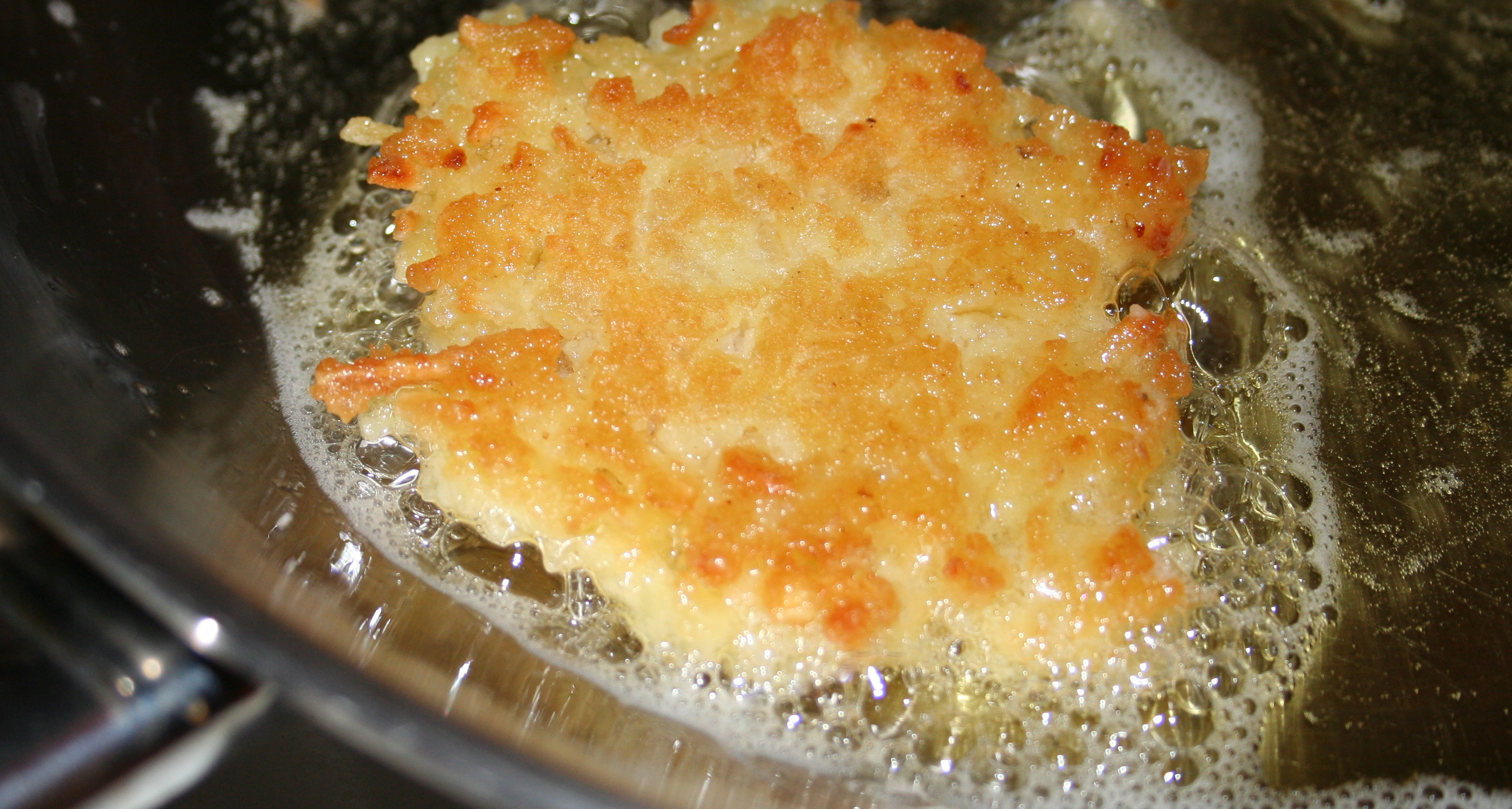
Fritura de latke

Latkes (לאַטקעס), denominado a menudo “latkas”, se trata de una pasta frita de papas y cebolla, típica de la gastronomía judía y que se emplea como acompañamiento de otros platos. En la tradición judía es un plato festivo de Janucá. En Israel se denominan “levivot” (singular: levivá).

## Etimología
La palabra proviene del yiddish latke, a su vez originaria del eslavo oriental oladka, un diminutivo de oladya (panqueque frito pequeño), que a su vez proviene del griego helenístico ἐλάδιον '(aceite de oliva)', diminutivo del griego antiguo ἔλαιον (aceite).
Su nombre hebreo moderno, levivah (לביבה), es un renacimiento de una palabra utilizada en los Libros de Samuel para describir una bola de masa hecha de masa amasada, parte de la historia de Amnón y Tamar. Algunos intérpretes han notado que el homónimo levav (לבב) significa «corazón», y la forma verbal de lvv también aparece en el Cantar de los Cantares. En el léxico de los judíos asquenazíes de Udmurtia y Tartaristán hay versiones registradas de la palabra latkes al estilo kosher para la festividad de ocho días de Janucá.

## Variantes
Existen variantes con las patatas fritas en rodajas o en trozos (buñuelos de patata). No se pueden considerar recetas típicas judías, ya que proceden del este de Europa, donde existen muchas variantes de este plato, como el Placki Wegierskie, de origen polaco o drániki, de origen bielorruso.